# Tales (Computerspielreihe)
Tales (テイルズ; Teiruzu) ist eine Reihe von Computerspielen, die auch unter dem Namen Tales of (series) (「テイルズ オブ」シリーズ; „Teiruzu Obu“ Shirīzu) in Japan populär ist. Der erste Titel Tales of Phantasia debütierte 1995 auf dem Super Nintendo Entertainment System in Japan. Trotzdem fand die internationale Vermarktung außerhalb Japans erst mit dem Titel Tales of Destiny, der für die PlayStation erschien, im Jahr 1998 für Nordamerika und später in Europa 2004, mit Tales of Symphonia für den GameCube, statt. Vertrieben wird die Serie von Bandai Namco Entertainment (früher von Namco) und wurde von der Tochtergesellschaft Namco Tales Studio bis 2011 entwickelt. Seit 2012 hat man die Entwicklung zentralisiert in Bandai Namco eingeschlossen.
Das Charakterdesign entstammt von Kōsuke Fujishima und Mutsumi Inomata, Produzenten sind Hideo Baba und Makoto Yoshizumi und der Komponist der Serie ist Motoi Sakuraba. Ursprünglich wurde die Serie von Yoshiharu Gotanda erstellt.
Die Tales-Franchise umfasst neben den Videospielen auch Anime-, Hörspiel- sowie Manga-Adaptionen.

## Spielelemente

### Gameplay
Die Tales-Serie wird den Computer-Rollenspielen zugeordnet und mit jeder neuen Veröffentlichung kamen bisher immer erweiterte Spielelemente hinzu. Charakteristisch ist das Kampfsystem, welches unter dem Titel Linear Motion Battle System (LMBS) bekannt ist, das sich mit jedem neuen Spiel ein wenig bis fast grundlegend verändert. Bereits im ersten Teil Tales of Phantasia wurde ein Echtzeit-Kampfsystem eingeführt, das seinerzeit nicht gewöhnlich für ein japanisches Rollenspiel war.
Die Kämpfe verlaufen nicht auf dem frei begehbaren Spielfeld, sodass man mit der Berührung eines Gegners, der sich auf dem Spielfeld sichtbar befindet, in eine separate Kampfszene eingeblendet wird. Bei Tales of Zestiria (2015) fand der Kampf auf dem Spielfeld statt, sodass keine eigene Kampfkulisse benötigt wurde. Charakteristisch ist hierbei in einigen Teilen, dass man sich im Kampf bewegen kann und somit einigen flächendeckenden (Magie-)Attacken ausweichen kann. Elemente von rundenbasierten Rollenspielen in Form von Kettenkapazitäten (auch bekannt als Chains – englisch für Ketten) finden sich beispielsweise in Tales of Destiny und späteren Titeln wieder. Diese Ketten repräsentieren die Anzahl der Fähigkeiten, die mit einem Befehl ausgeübt werden können, ohne dabei von der Echtzeit beeinflusst zu werden. Üblich nutzen die Charaktere der Tales-Serie in Kämpfen sogenannte Artes, welche spezielle Attacken mit eigenen Sequenzen sind und größere Schäden als herkömmliche Attacken verursachen – in späteren Teilen sind Artes auch mit mehreren Charakteren fusionierbar. In der Regel steuert man nur einen Charakter; das hat sich jedoch mit der Veröffentlichung von Tales of Destiny verändert, denn nun war es möglich die Charaktere während des Kampfes zu wechseln.
In der Tales-Serie können alle spielbaren Charaktere Titel erlangen, indem man die für die jeweiligen Titel vorgeschriebenen Aufgaben erledigt. Die Aufgaben gestalten sich meistens daraus, dass man gewisse Kampfabfolgen erzielt, eine vorgeschriebene Anzahl von Monstern erledigt, Meilensteine wie beispielsweise eine Level-Grenze erreicht oder gewisse Anlaufpunkte in der Spielgeschichte erreicht. Mit diesen Titeln kann man regulär Punkte sammeln, die man nach Beendigung des Spiels in einem Grade Shop einlösen und für einen neuen Spieldurchlauf einige Vorteile eintauschen kann. Als Beispiel kann man die doppelte Anzahl an Erfahrung nach Kämpfen bekommen oder eine japanische Tonspur freischalten.
Die meisten Tales-Videospiele verfügen über Skits (eng. für Sketchs), bei denen man Konversationen unter den Charakteren in Form von (später animierten) Standbildern auf dem Spielfeld eingeblendet bekommt. Diese Konversationen sind meistens dramatische oder komödial geprägt. Eingeführt wurden diese Skits ab Tales of Destiny, in späteren Teilen wie beispielsweise Tales of Xillia waren diese auch mit Ton synchronisiert. Ein weiteres Element ist das Kochsystem, bei dem Charaktere das Kochen lernen und ausführen, um damit Gerichte zu fertigen, die Effekte in Kämpfen auslösen.

### Thematik
Bekannt ist die Tales-Serie für Themen wie die Koexistenz mit verschiedenen Ethnien. Besonders Tales of Rebirth behandelt das Thema Rassismus intensiv. Der Szenarioschreiber Hiramatsu Masaki äußerte sich, er habe sich von der ethnischen Krise in Jugoslawien inspirieren lassen. Weitere Standbeine für jeden Plot der Tales-Serie sind Themen wie Gerechtigkeit und Vertrauen. Laut Aussagen soll mit jedem Tales-Titel an ein aktuelles Ereignis aus der Welt geknüpft und thematisiert werden. Das Ereignis soll auch den jeweiligen Titel der Videospiele beeinflussen.
Die Serie hat keine übergreifend in sich geschlossene Handlung, womit das Geschehen daher in verschiedenen Welten, mit verschiedenen Charakteren, stattfindet. Es gibt nur wenige Parallelen; so findet das Geschehen von Tales of Symphonia in derselben Zeitlinie wie Tales of Phantasia statt, wogegen Tales of Zestiria und Tales of Berseria in derselben Welt spielen, aber das Geschehen in unterschiedlichen Zeitperioden abläuft.

## Videospiele
Bisher gibt es 16 Hauptspiele in der regulären Tales-Serie. Als Zusatz zur Hauptreihe wurden weitere Ableger veröffentlicht. In der folgenden Liste werden nur die Daten zur Erstveröffentlichung angegeben; zu einigen Teilen existieren Portierungen, die beispielsweise im selben Land einige Jahre später veröffentlicht wurden, diese entfallen in dieser Liste.

### ReguläreTales-Serie
| Veröffentlichung                                                                                                | Titel | Plattform                                                                                     |
| --- | --- | --------------------------------------------------------------------------------------------- |
| 15. Dezember 1995 (Japan)                                                                                       | Tales of Phantasia テイルズ オブ ファンタジア Teiruzu Obu Fantajia                                                                  | Super Nintendo Entertainment System, PlayStation, Game Boy Advance, PSP, Mobiltelefon und iOS |
| 23. Dezember 1997 (Japan) 30. September 1998 (Nordamerika)                                                      | Tales of Destiny テイルズ オブ デスティニー Teiruzu Obu Desutinī                                                                    | PlayStation und PlayStation 2                                                                 |
| 30. November 2000 (Japan) 10. September 2001 (Nordamerika)                                                      | Tales of Eternia テイルズ オブ エターニア Teiruzu Obu Etānia                                                                        | PlayStation und PSP                                                                           |
| 28. November 2002 (Japan) 27. März 2003 (Südkorea) 14. August 2003 (Taiwan)                                     | Tales of Destiny 2 テイルズ オブ デスティニー 2 Teiruzu Obu Desutinī Tsū                                                            | PlayStation 2 und PSP                                                                         |
| 29. August 2003 (Japan) 13. Juli 2004 (Nordamerika) 19. November 2004 (Europa)                                  | Tales of Symphonia テイルズ オブ シンフォニア Teiruzu Obu Shinfonia                                                                 | GameCube, PlayStation 2, PlayStation 3 und Microsoft Windows                                  |
| 16. Dezember 2004 (Japan)                                                                                       | Tales of Rebirth テイルズ オブ リバース Teiruzu Obu Ribāsu                                                                          | PlayStation 2 und PSP                                                                         |
| 25. August 2005 (Japan) 12. Oktober 2005 (Südkorea) 07. Februar 2006 (Nordamerika) 2006 (Asien)                 | Tales of Legendia テイルズ オブ レジェンディア Teiruzu Obu Rejendia                                                                 | PlayStation 2                                                                                 |
| 15. Dezember 2005 (Japan) 2005 (Asien) 10. Oktober 2006 (Nordamerika)                                           | Tales of the Abyss テイルズ オブ ジ アビス Teiruzu Obu Ji Abisu                                                                     | PlayStation 2 und Nintendo 3DS                                                                |
| 06. Dezember 2007 (Japan)                                                                                       | Tales of Innocence テイルズオブイノセンス Teiruzu Obu Inosensu                                                                      | Nintendo DS und PlayStation Vita                                                              |
| 26. Juni 2008 (Japan) 11. November 2008 (Nordamerika) 13. November 2009 (Europa) 26. November 2009 (Australien) | Tales of Symphonia: Dawn of the New World テイルズ オブ シンフォニア -ラタトスクの騎士- Teiruzu Obu Shinfonia -Ratatosuku no Kishi- | Nintendo Wii und PlayStation 3                                                                |
| 07. August 2008 (Japan) 26. August 2008 (Nordamerika) 25. Juni 2009 (Australien) 26. Juni 2009 (Europa)         | Tales of Vesperia テイルズ オブ ヴェスペリア Teiruzu Obu Vesuperia                                                                  | Microsoft Windows, Nintendo Switch, PlayStation 3, PlayStation 4, Xbox 360, Xbox One          |
| 18. Dezember 2008 (Japan)                                                                                       | Tales of Hearts テイルズオブハーツ Teiruzu Obu Hātsu                                                                                | iOS, Nintendo DS und PlayStation Vita                                                         |
| 10. Dezember 2009 (Japan) 13. März 2012 (Nordamerika) 31. August 2012 (Europa)                                  | Tales of Graces テイルズ オブ グレイセス Teiruzu Obu Gureisesu                                                                      | PlayStation 3 und Wii                                                                         |
| 08. September 2011 (Japan) 06. August 2013 (Nordamerika) 9. August 2013 (Australien und Europa)                 | Tales of Xillia テイルズ オブ エクシリア Teiruzu Obu Ekushiria                                                                      | PlayStation 3                                                                                 |
| 01. November 2012 (Japan) 19. August 2014 (Nordamerika) 22. August 2014 (Europa)                                | Tales of Xillia 2 テイルズ オブ エクシリア2 Teiruzu obu Ekushiria 2                                                                 | PlayStation 3                                                                                 |
| 22. Januar 2015 (Japan) 16. Oktober 2015 (Europa) 20. Oktober 2015 (Nordamerika)                                | Tales of Zestiria テイルズ オブ ゼスティリア Teiruzu Obu Zesutiria                                                                  | Microsoft Windows, PlayStation 3, PlayStation 4                                               |
| 18. August 2016 (Japan) 24. Januar 2017 (Nordamerika) 27. Januar 2017 (Europa)                                  | Tales of Berseria テイルズ オブ ベルセリア Teiruzu Obu Beruseria                                                                    | Microsoft Windows, PlayStation 3, PlayStation 4                                               |
| 10. September 2021                                                                                              | Tales of Arise テイルズ オブ アライズ Teiruzu Obu Arize                                                                             | Microsoft Windows, PlayStation 4, PlayStation 5, Xbox One, Xbox Series                        |